# 向毒品說不

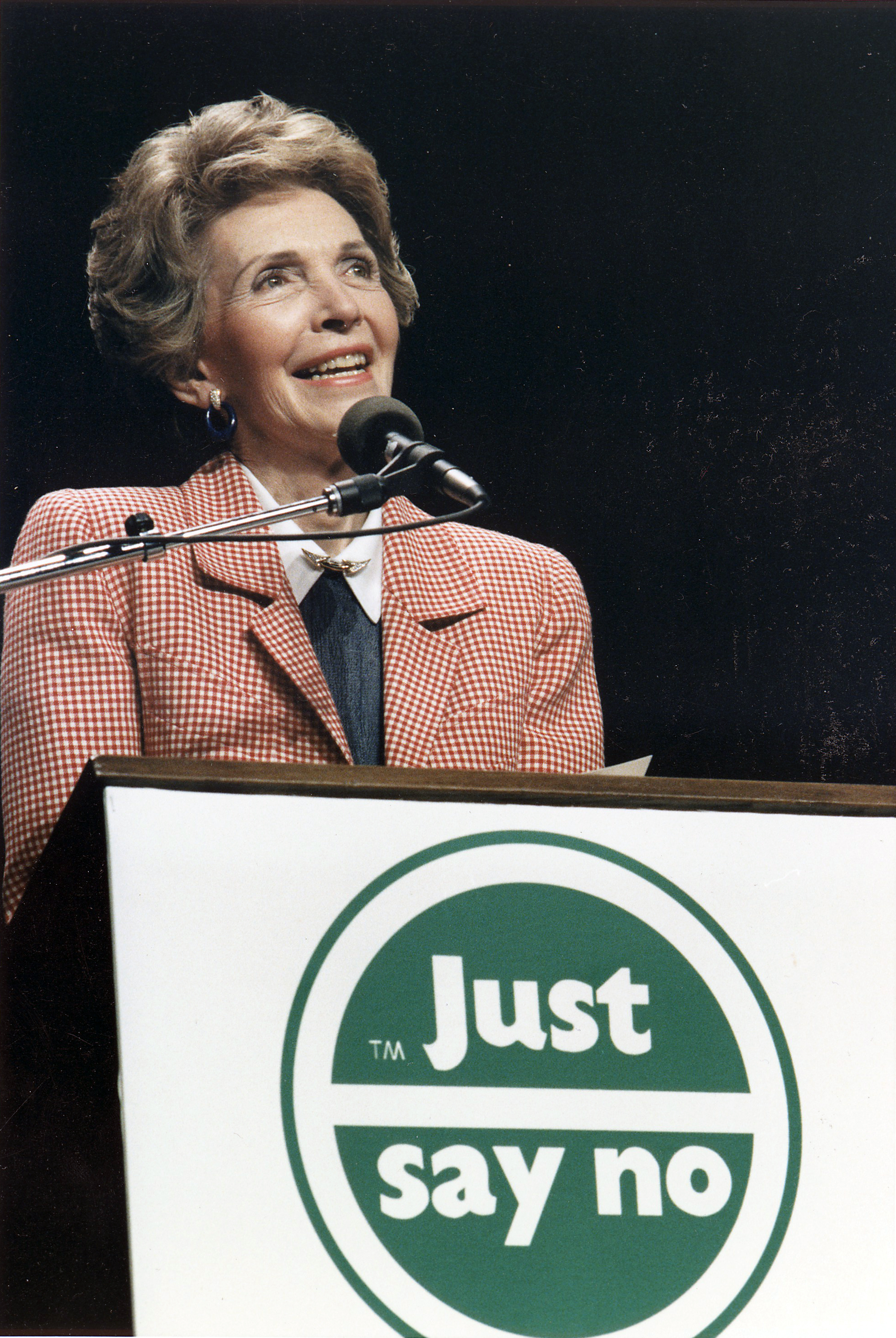
前美國第一夫人南茜·雷根在1987年於洛杉磯舉行的「向毒品說不」大會上發表演講。

「向毒品說不」（Just Say No），又译为「選擇說不」，直譯為「說不就好」，是美國毒品戰爭期間的宣傳活動，流行於1980至1990年代，旨在勸阻孩童遠離違法的娛樂性藥物。這也是前美國第一夫人南茜·雷根在她丈夫任期內發明、支持的口號。

## 開端
「向毒品說不」活動源於1970年代由美國國立衛生研究院贊助的物質濫用預防計畫，該計畫由休士頓大學社會心理學教授理查德·埃文斯（Richard I. Evans）主持。埃文斯提倡社會預防理論，其中一項方法便是教導學生技巧，以抗拒同儕壓力與其它社會影響。日後，當南茜·雷根開始參與反毒運動，她的言行便成為埃文斯博士所提出理論的最佳代言人。

南茜·雷根在1980年的競選旅行中，首次造訪紐約日頂村，這是一所戒毒療養院。此次造訪讓她意識到教育年輕人毒品與藥物濫用的重要性，當她的丈夫隆納·雷根當選美國總統後，她再度回到日頂村，談論她希望如何協助教育年輕人。她在1981年指出，她扮演的角色是增進大眾對藥物濫用的認識：
|  | 理解藥物能對你的孩子造成什麼影響，理解同儕壓力，並理解孩子們為什麼會耽溺於藥物……是解決問題的第一步。 |

## 成就

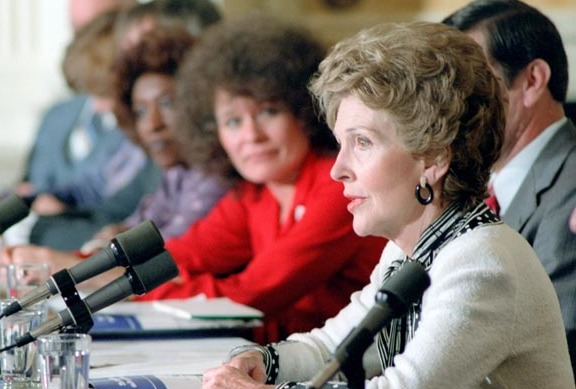
1985年，南茜·雷根在白宮主持第一夫人藥物濫用研討會。

1982年，南茜·雷根造訪位於美國加利福尼亞州奧克蘭市的朗費羅小學（Longfellow Elementary School），首次使用「向毒品說不」（Just Say No）這個英文片語。 當這位第一夫人被小學女生提問「如果有人給妳毒品，妳會怎麼做」時，她說：「只要說不就好。」（Just Say No）從此，「向毒品說不」的校園社團、校方推動的反毒計畫開始盛行，年輕人紛紛訂下「遠離毒品」的自主規約。
事後，當南茜·雷根被問及她對反毒運動的影響力時，她說：「只要妳能藉此拯救任何一個孩子，那就值得了。」她四處旅行，奔走於美國國內各地與其他國家，里程總計250,000英里（400,000）。此外，南茜·雷根也參觀了勒戒中心與預防濫用計畫。當她的行動開始受到媒體關注，她就運用自身影響力上遍電視脫口秀節目、錄製公益廣告，並撰寫投書。到了1985年秋季時，她已參加23場脫口秀，還在1983年10月共同主持《早安美國》節目，並協助公共廣播電視公司（PBS）拍攝兩小時的藥物濫用紀錄片。:62
之後，「向毒品說不」這個運動與口號開始進入美國流行文化，電視劇《小淘氣》與《龐姬·布魯斯特》都曾拍攝以該運動為主題的影集。南茜·雷根本人也在1983年時出現在《錦繡豪門》與《小淘氣》影集中，爭取觀眾對反毒運動的支持。
1985年起，南茜·雷根開始將行動擴展至國際範疇。她邀請30個不同國家的第一夫人造訪白宮，舉辦「第一夫人藥物濫用研討會」（First Ladies Conference on Drug Abuse）。她也因此成為第一位受邀在聯合國發表演說的第一夫人。
為了擴張反毒運動規模，南茜·雷根也和美國女童軍、同濟會、全國家長反毒聯盟（National Federation of Parents for a Drug-Free Youth）合作推廣反毒運動。:62同濟會因此使用這位第一夫人的形象與口號搭建超過2,000個廣告看板。:62在美國國內外有超過5,000個「向毒品說不」學校社團與青年組織成立，還有更多社團與組織在美國各地持續教育兒童、青少年藥物對人的影響。

## 影響

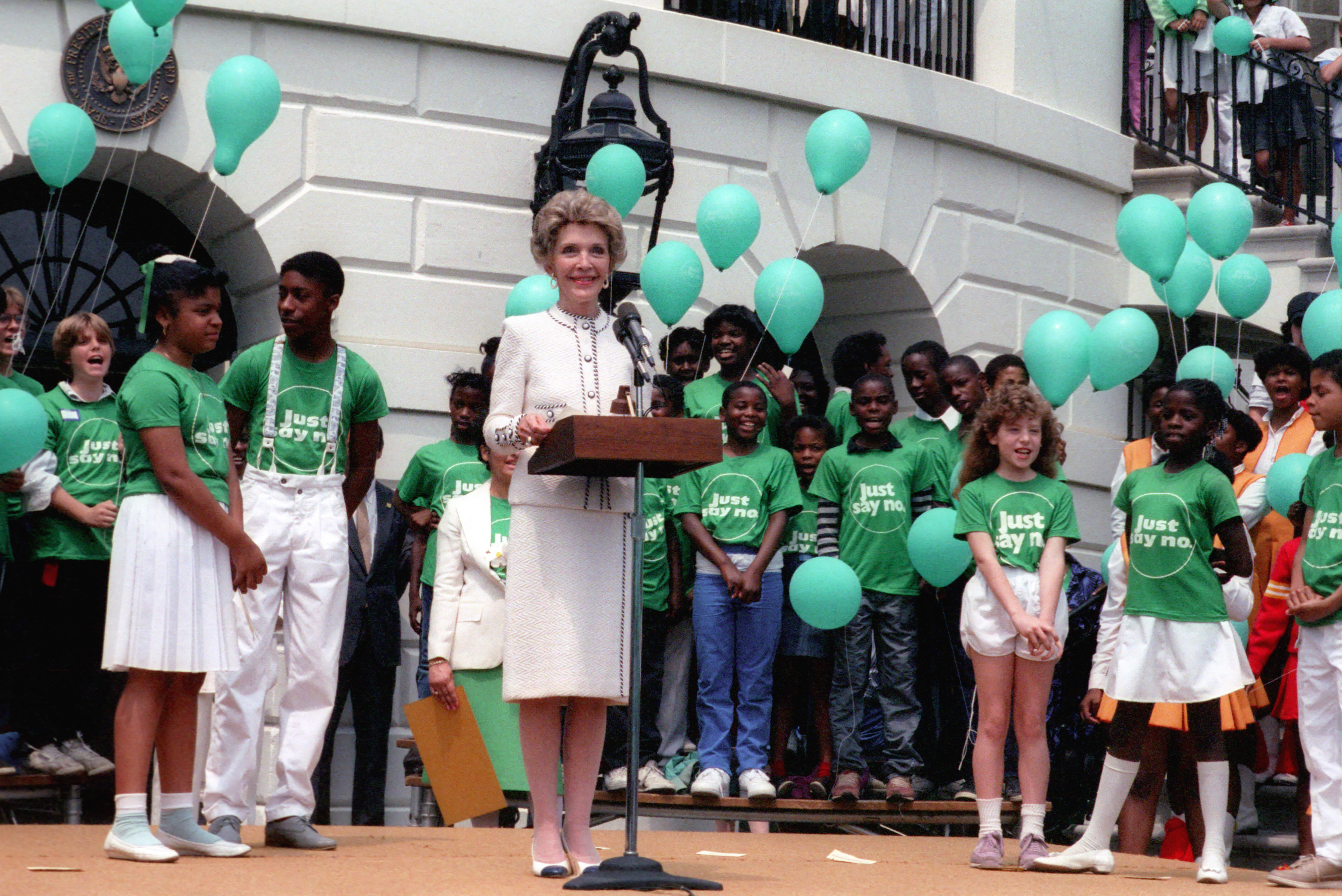
1986年，南茜·雷根在白宮的「向毒品說不」大會上。

南茜·雷根的努力成功增進大眾對毒品與藥物濫用的認識；但「向毒品說不」運動與其是否成功減少毒品使用，兩者的關聯仍不明確。雖然在雷根總統任期內，違法的娛樂性藥物用量與濫用情形有所改善；:63但這和「向毒品說不」運動的關聯，很可能只是虛假關係：根據一份2009年的研究指出，在20個對照實驗中，「向毒品說不」運動裡最為知名的教育計畫「藥物濫用拒絕教育」（Drug Abuse Resistance Education）對「藥物使用」這個變數毫無影響。
這場運動也招致某些批評。有些評論家指出，南茜·雷根促進大眾藥物意識的方法，是將藥物「標籤化」、「簡單化」，「向毒品說不」淪為口號，而非實際的行動策略。事實上，也有兩項研究指出，曾參與「藥物濫用拒絕教育」的人，實際上更傾向於使用酒精與香菸。因此，南茜·雷根雖致力於推廣反毒運動，看似喚起大眾對藥物濫用的認識，其成效卻飽受質疑。

## 外部連結
- 第一夫人南茜·雷根與「向毒品說不」（页面存档备份，存于）－隆納·雷根總統圖書館。（英文）